# Gianni Celeste Vol.4
Gianni Celeste Vol.4 è il quarto album del cantante siciliano Gianni Celeste, cantato in lingua napoletana, pubblicato nel 1988.

## Descrizione
La traccia Tu comm'a mme, nel 2022 ha acquisito popolarità grazie al social media TikTok.

## Tracce
1. Come sai fare tu
2. Romanzo d'amore
3. Tengo a tte
4. La cosa
5. Anema mia
6. Un po' d'amore
7. Nun me tentà
8. Sto' luntano
9. Tu comm'a mme
10. Speranza 'e te